# Les Jumeaux Barjos
Les Jumeaux Barjos (version originale : The Cramp Twins) est une série d'animation britannique -americano-germano-canadienne-indienne-irlandaise, créée par Brian Wood et produite par Sunbow Entertainment, TV-Loonland AG, Telemagination, Cookie Jar Entertainment, DQ Entertainment, et Telegael Teoranta initialement diffusée entre le 19 juin 2004 et le 26 décembre 2009 ; elle totalise 52 épisodes de quatre saisons. La série met en scène deux frères — Greg et Lucien — pas si jumeaux vivant en compagnie de leur mère obsédée par la propreté et leur père fan de western dans la ville fictive de Savon Ville.
La première saison a été diffusée au Royaume-Uni depuis le juin 2004 sur BBC One dans l'émission CBBC, et depuis juin 2004 sur Cartoon Network (Royaume-Uni et Irlande). La série est originellement diffusée aux États-Unis sur Fox dans l'émission 4Kids entre le 19 août 2006 et le 8 mai 2010.
En France, la série a été diffusée à partir de novembre 2005 sur TF1 dans l'émission TF!, puis à partir du 9 juillet 2005 sur Cartoon Network. En Belgique, elle a été diffusée sur La Deux.

## Synopsis
La série met en scène deux jumeaux, pourtant très différents, Lucien et Greg Cramp, vivant avec leur mère Dorothée, et leur père Horace-Herman-Neville. Les deux jumeaux sont différents, aussi bien au niveau de la personnalité qu'au niveau physique. Lucien est végétarien, timide et s'implique dans l'écologie, tandis que son frère Greg est violent et obsédé par les ordures. Greg se permettra dans chaque épisode de tourmenter et torturer Lucien. Leur mère, Dorothée Cramp, souffre de trouble obsessionnel compulsif lié à la propreté, et est hautement intolérante face à la saleté. Horace Cramp, leur père, possède une fascination morbide de tout ce qui est attrait au Western et admire profondément une cow-girl nommée Rodéo Rita. D'autres personnages secondaires tels que Tony Parson, l'ami de petite taille de Lucien, et Wendy Winckle, la « petite-amie » de Greg sont également présents.

## Personnages
- Lucien Cramp : Lucien est le plus intelligent des deux jumeaux, mais également considéré comme un « écolo » et ne se défend pas face à son frère Greg. Il adore la science, la nature et il est végétarien[4]. Il garde des vers de terre en guise d'animaux de compagnie, ce qui semble méconnu de tous excepté de Tony et Marie, et sont cachés sous son lit. Dans certains épisodes, il est montré que Lucien est effrayé par les clowns. Il sait également tricoter. Il adore passer du temps dans le marais (seul endroit dont Greg a peur) avec son ami Tony. Lucien est techniquement le plus vieux des deux frères vu qu'il est né le premier dans le générique de la série.

- Greg Archibald Cramp : L'antihéros de la série. Le plus petit et le moins intelligent des deux frères. Il passe la plupart de son temps à tabasser Lucien. Greg a la peau bleue. Il est obsédé par les ordures, qui collectionne et cache dans sa chambre, et passe la majeure partie de son temps libre au dépotoir, avec la compagnie de son seul ami, Joe. Il a une peur bleue du marais dans lequel Lucien traîne. Greg est constamment harcelé par Wendy Winkle, qui a un faible pour lui. Mais, il la repousse fréquemment. Greg est extrêmement attiré par ce qui est sucré, ce qui paraît être sa source d'énergie mais lorsqu'il n'en consomme pas, il paraît fatigué. Il adore donner l'impression d'être un enfant modèle à sa mère ce qui cause pas mal de problème à Lucien.

- Madame Cramp (Dorothée Cramp) : Madame Cramp est la mère des jumeaux et l'épouse de mr. Cramp. Elle exècre profondément tous types de saleté, son amour pour la propreté est principal dans l'émission, par exemple dans un épisode : elle met dehors les trois autres personnages pour nettoyer leurs chambres (prétexte du dépotoir de Greg dans sa chambre et vers cachés sous le lit de Lucien, ainsi que les posters de Rodéo Rita dans la cabane de son mari). Le père et les fils s'allient souvent pour éviter d'être « cobayes » des nouveaux produits hautement chimiques qu'invente madame Cramp. Elle adore ses deux fils, mais elle croit que Greg est un ange et que Lucien est un trouble-fête. Il est révélé que, dans certains épisodes, son prénom est Dorothée. Elle a un faible pour l'Agent X.

- Mr. Cramp (Horace-Herman-Neville Cramp) : Mr. Cramp est le père de Greg et Lucien, et l'époux de madame Cramp. Employé dans une usine de produits chimiques, il est également cow-boy amateur (et obsédé par une cow-girl du nom de Rodéo Rita[4]), et tente toujours d'impressionner son patron, Mr. Winkle. Il est haï par sa famille.

- Tony Parsons et Marie Phelps : Les deux amis de Lucien. Tony Parsons possède une très vaste connaissance des traditions de son peuple. Il a plusieurs frères et sœurs. Il est extrêmement petit et sa taille lui cause souvent des problèmes. Lui et Marie sont les seuls amis de Lucien. Tony déteste lorsque Lucien a un faible pour sa mère, Lily. Marie, elle, coopère souvent avec Lucien dans sa lutte pour l'écologie. Elle a une famille bizarre. Elle est comme le mouton noir de la famille Foster et souvent gênée de leurs habitudes.

- Wendy Winkle : Wendy est la fille de Walter Winkle, pourrie gâtée et égocentrique. Wendy est très tyrannique vis-à-vis de son père. Elle est également impoli envers tous sauf Greg. Elle a un faible obsessif pour lui. Elle accompagne souvent Greg lorsque celui-ci joue les durs. Elle menace les autres en demandant à son père de soudoyer leurs parents.

## Épisodes
La série Les Jumeaux Barjos a été diffusée au Royaume-Uni le 15 janvier 2005 sur la chaîne de télévision Cartoon Network (Royaume-Uni et Irlande) et le 5 février 2005 sur CBBC et sur BBC One. Elle s'achève le 7 mai 2005. Une seconde saison est diffusée durant automne 2005 et s'achève la même année. La troisième se termine en 2007 et s'achève en 2012. Aux États-Unis, la série a été retirée de la chaîne en 2005, à cause d'une baisse d'audimat[réf. nécessaire]. Les Jumeaux Barjos ont été remplacés par l'anime intitulé Mew Mew Power. Toujours aux États-Unis, la série a également été diffusée sur la chaîne FOX le 9 octobre 2010.

## Distribution

### Voix originales
- Tom Kenny : Greg Cramp
- Kath Soucie : Lucien Cramp
- Nicole Oliver : Dorothée Cramp
- Ian James Corlett : Horace Cramp
- Tabitha St. Germain : Mari
- Jayne Paterson : Wendy Winkle
- Terry Klassen : Tony Parsons

,

### Voix françaises
- Alexandre Aubry : Lucien Cramp
- Bruno Magne : Greg Cramp
- Danièle Hazan : Dorothée Cramp
- Nathalie Homs : Wendy Winkle
- Bérangère Jean : Marie Phelps / La maîtresse
- Thierry Kazazian : Tony Parsons et son père / Walter Winkle / La voix-off des épisodes (saison 1 uniquement)
- Pascal Germain : Horace Cramp
- Susan Sindberg : Voix additionnelles

Direction artistique : Philippe Roullier et Thierry Kazazian. Société de doublage : Chinkel.

## Récompenses et nominations
| Date | Récompense        | Catégorie                      | Nomination                                   | Résultat   | Réf.   |
| ---- | ----------------- | ------------------------------ | -------------------------------------------- | ---------- | ------ |
| 2005 | BAFTA Awards      | Meilleure animation            | Peter Völkle, Carole Weitzman, et Brian Wood | Nomination | [ 9 ]  |
| 2005 | Golden Reel Award | Édition sonore                 | Michael Geisler et Ernie Mannix              | Lauréat    | [ 10 ] |
| 2008 | Pulcinella Awards | Série d'animation pour enfants | Les Jumeaux Barjos saison 2                  | Nomination | [ 11 ] |

## Médias

### Diffusions internationales
- États-Unis : The Cramp Twins, Cartoon Network
- Royaume-Uni : The Cramp Twins, Cartoon Network, Cartoon Network Too, CBBC
- Bulgarie : Близнаците Крамп
- Russe : Близнецы Крэмп, Cartoon Network
- Danois : Krampe tvillingerne, Cartoon Network
- Grec : Οι Απίθανοι Δίδυμοι, Star Channel
- Macédonien : Близнаците Крамп
- Norvégien : Krampetvillingene, Cartoon Network
- Pologne : Bliźniaki Cramp, Cartoon Network
- Espagne : Los Terribles Gemelos Cramp, Cartoon Network, Boomerang
- Portugais : Os Cramp Twins, Cartoon Network
- Hongrois : A Görcs ikrek Cartoon Network
- Italien : I Gemelli Cramp Rai Due, Cartoon Network
- Irlandais : Cramp Twins TG4, Cartoon Network
- Arabe : التوأم المختلف MBC 3
- Roumain : Gemenii Cramp, Cartoon Network
- Allemand: Die Cramp Twins, KI.KA, Fox Kids Allemagne, Cartoon Network, Super RTL
- Suédois : Tvillingarna Kramp, Cartoon Network
- Hébreux: התאומים השובבים/התאומים לבית קראמפ, Cartoon Network, Channel 1 (Israël)
- Turc : Cramp İkizler, Cartoon Network
- Ukrainien : Близнюки Кремп, ICTV, Malyatko TV, TET TV
- Tagalog : Ang Cramp Twins, Promo 42, DWKX-TV, Super 40, Spu Television

### Autres
Cinq DVD de la série ont été commercialisés au Royaume-Uni en format régional. Deux autres DVD des Jumeaux Barjos sont commercialisés aux États-Unis. Également, quelques livres de coloriage, illustrés par Brian Wood, ont été commercialisés en 2005 aux États-Unis,.